# Мірослав Конштанц Адам
Мірослав Конштанц Адам, OP (словац. Miroslav Konštanc Adam;нар. 2 серпня 1963, Михайлівці, Словаччина) — словацький католицький священик, домініканець, ректор Папського університету святого Томи Аквінського в Римі.

## Біографія
У 1987 році здобув докторат в галузі ветеринарної медицини в Кошицькому університеті (Словаччина), після чого він кілька років працював у ветеринарії. У 1989 році вступив на таємний новіціат ордену домініканців у колишній соціалістичній Чехословаччині. У наступному році склав перші чернечі обіти, а в 1993 році — урочисті довічні обіти. Отримав священиче рукоположення в 1995 році. У тому ж році здобув ліценціат з богослов'я в Університеті Палацького в м. Оломоуц (Чехія). У 2001 році він отримав докторський ступінь у галузі канонічного права в Папському університеті святого Томи Аквінського в Римі.
Мірослав Адам був капеланом Університету менеджменту і служив у парафії Святої Марії Сніжної в Братиславі (Словаччина). У 2001 році він був обраний першим провінційним настоятелем домініканців у Словаччині. Крім того, він викладав канонічне право на теологічних факультетах Братиславського і Трнавського університетів, а також у Інституті релігійних наук святого Томи Аквінського в Києві. У 2005 році він був призначений професором канонічного права в Анґелікумі. У грудні 2009 року він став деканом факультету канонічного права і віце-ректором університету Томи Аквінського. Був також радником Конгрегації Доктрини Віри і Конгрегації інститутів посвяченого життя і товариств апостольського життя.
Великий канцлер Папського університету святого Томи Аквінського, генеральний настоятель Домініканського ордену о. Бруно Кадоре призначив о. Мірослава Адама ректором цього університету. 26 березня 2012 року це призначення затвердила Конгрегація католицької освіти.